# Larentia orophyla
Larentia orophyla là một loài bướm đêm trong họ Geometridae.